# Luke Grimes
Luke Timothy Grimes (ur. 21 stycznia 1984 w Dayton) – amerykański aktor filmowy i telewizyjny.

## Życiorys

### Wczesne lata
Urodził się w Dayton w Ohio jako najmłodszy z czworga dzieci Angie Barker i Randy’ego Grimesa, pastora zielonoświątkowego. Jego rodzina miała pochodzenie angielskie, a także szkockie, irlandzkie, niemieckie, walijskie i szwajcarskie. Dorastał w pobożnej protestanckiej rodzinie w Dayton, a w kościele nauczył się grać na perkusji.
W wieku sześciu lat postanowił, że zostaniu aktorem. W 2002 ukończył Dayton Christian High School. Po ukończeniu szkoły średniej jego matka zaciągnęła kredyt hipoteczny na dom, gdy powiedział o swoim pragnieniu uczęszczania do szkoły teatralnej. Wkrótce przeniósł się do Nowego Jorku, gdzie podjął studia na American Academy of Dramatic Arts. Po studiach (2004) i krótkiej pracy w Ohio, Luke przeniósł się do Los Angeles, aby rozpocząć karierę aktorską.

### Kariera
Jedno z pierwszych przesłuchań w Hollywood dotyczyło tytułowej roli Elvisa Presleya w miniserialu CBS Elvis – Zanim został królem (Elvis, 2005), którą ostatecznie zagrał Jonathan Rhys Meyers. Odkąd w 2006 zaczął pojawiać się na ekranie w dreszczowcu Jonathana Levine Wszyscy kochają Mandy Lane (All the Boys Love Mandy Lane) z Amber Heard, był uważany przez niektórych za młodego Johnny’ego Deppa. W 2007 zaczął grać na perkusji w zespole rockowym Mitchells Folly, który w 2008 wydał swój debiutancki album Whirlwind.
Za kreację Enocha w filmie krótkometrażowym War Eagle, Arkansas (2007) przyznano mu nagrodę dla najlepszego aktora drugoplanowego podczas Festiwalu Filmowego Breckenridge w 2008. 
W latach 2009–2010 występował jako Ryan Lafferty, nieślubny syn Williama Walkera (Tom Skerritt), patriarchy rodziny w serialu ABC Bracia i siostry (Brothers & Sisters). W 2012 zagrał postać kowboja Eli’ego Larkena w filmie telewizyjnym FX Outlaw Country z Haley Bennett i Mary Steenburgen oraz przyjaciela córki głównego bohatera (Liam Neeson) w dreszczowcu Uprowadzona 2 (Taken 2). W westernie Antoine’a Fuqui Siedmiu wspaniałych (2016) wystąpił jako Teddy Q.

## Filmografia
- 2006: Bracia i siostry jako Ryan Lafferty
- 2006: Wszyscy kochają Mandy Lane jako Jake
- 2008: Szkoła zgorszenia (Assassination of a High School President) jako Marlon Piazza
- 2010: Marny rok (Shit Year) jako Harvey West
- 2012: Uprowadzona 2 (Taken 2) jako Jamie
- 2014: Snajper jako bosman Marc Alan Lee
- 2015: Pięćdziesiąt twarzy Greya jako Elliot Grey
- 2016: Siedmiu wspaniałych jako Teddy Q
- 2017: Ciemniejsza strona Greya jako Elliot Grey
- 2018: Nowe oblicze Greya jako Elliot Grey
- 2018: Yellowstone jako Kayce Dutton[8]